# 1118
Évszázadok: 11. század – 12. század – 13. század
Évtizedek: 1060-as évek – 1070-es évek – 1080-as évek – 1090-es évek – 1100-as évek – 1110-es évek – 1120-as évek – 1130-as évek – 1140-es évek – 1150-es évek – 1160-as évek
Évek: 1113 – 1114 – 1115 – 1116 –  1117 – 1118 – 1119 – 1120 – 1121 – 1122 – 1123

## Események
- január 24. – II. Geláz pápa megválasztása (1119-ig uralkodik).[1]
- március 8. – V. Henrik német-római császár pápává választatja VIII. Gergelyt, válaszul Geláz pápa kiátkozza a császárt és az ellenpápát.[2]
- április 14. – Arnulf jeruzsálemi patriárka megkoronázza II. Balduin jeruzsálemi királyt.[3]
- augusztus 16. – II. Ióannész bizánci császár trónra lépése (1143-ig uralkodik).
- A Templomos Lovagrend alapítása.[4]
- II. István seregei Ausztriát dúlják.
- Domenico Michele velencei dózse megválasztása (1129-ig uralkodik).
- A pisai dóm felszentelése.

## Születések
- november 28. – I. Manuél bizánci császár († 1180)
- december 21. – Becket Tamás canterburyi érsek
- Gualdim Pais, a templomosok nagymestere

## Halálozások
- január 21. – II. Paszkál pápa[5]
- április 2. – I. Balduin jeruzsálemi király[6]
- április 5. – I. Muhammad nagyszeldzsuk szultán(wd)[6]
- április 16. – Adelheid jeruzsálemi királyné[6]
- augusztus 6. – Al-Musztazhir abbászida kalifa(wd)[6]
- augusztus 15. – I. Alexiosz Komnénosz bizánci császár[6] (* 1048)